# 2988 Korhonen
2988 Korhonen (1943 EM) là một tiểu hành tinh vành đai chính được Liisi Oterma phát hiện tại Turku ngày 1.3.1943.